# Producto natural

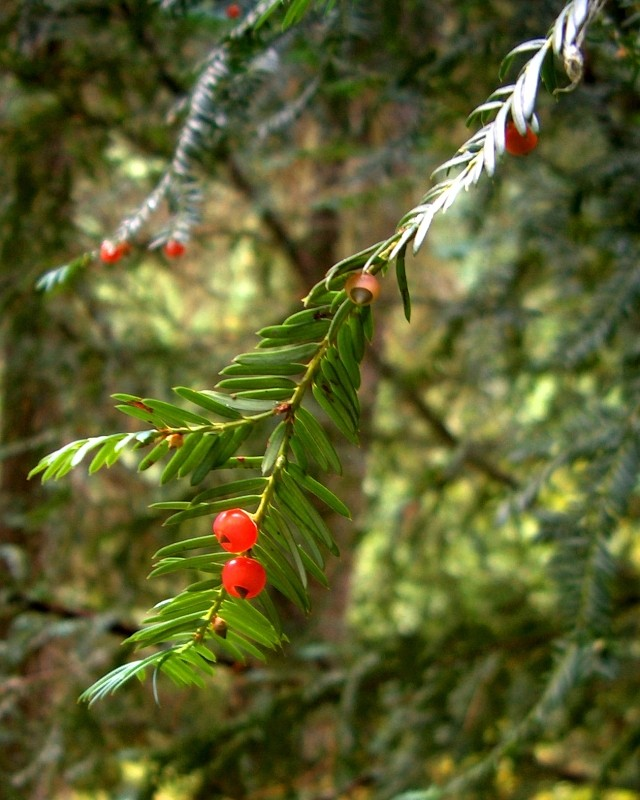
El anticancerígeno paclitaxel es un producto natural derivado del árbol del tejo.

Un producto natural es un compuesto químico producido por un organismo vivo en la naturaleza. En un sentido amplio, los productos naturales incluyen cualquier sustancia producida por la vida.
Por tanto, una definición amplia de producto natural es la de ser un compuesto orgánico, aislado por la mano del hombre, que es producido por un proceso metabólico primario o secundario. Una más restrictiva o específica quedaría limitada a la de ser un metabolito secundario.

## Impacto ambiental
Los beneficios de los productos naturales y ecológicos son factores importantes para la vida humana porque excluyen substancias químicas. Además, contribuyen a detener o minimizar los daños al medioambiente. Este impacto es local y global:
Factor local:
Para todos agricultores y la gente que vive en las áreas de los cultivos o cerca de la producción.
Factor global:
Normalmente los químicos y todas sustancias no obtenidas de manera natural influyen negativamente al país donde se produce un producto y también al planeta entero.